# Nelson Zelaya
Nelson Fabián Zelaya Ramírez (* 9. Juli 1973 in Asunción) ist ein ehemaliger paraguayischer Fußballspieler. Der Innenverteidiger bestritt sieben Länderspiele für Paraguay und wurde auf Vereinsebene 2002 mit dem Club Olimpia Sieger der Copa Libertadores.

## Karriere

### Verein
Nelson Zelaya begann seine Profikarriere 1996 beim Club Olimpia, mit dem er auch seine größten Erfolge feierte. Neben vier Meisterschaften von 1997 bis 2000 gewann er die Copa Libertadores 2002. Im Finale siegte das paraguayische Team gegen den brasilianischen Vertreter AD São Caetano im Elfmeterschießen, nachdem es bereits Topklubs wie Grêmio Porto Alegre und Boca Juniors aus dem Wettbewerb geschossen hatte. 2001 war er kurzzeitig bei Ligakonkurrent Cerro Porteño und gewann dort seinen fünften Meistertitel. 2002 wechselte der Defensivakteur nach Spanien zu Recreativo Huelva, kehrte jedoch im Folgejahr zu Olimpia zurück. Anschließend spielte Zelaya noch in Chile bei Universidad de Concepción, in seiner Heimat bei Nacional, in Venezuela bei Estudiantes de Mérida und zum Abschluss bei The Strongest in Bolivien. 2006 beendete der Verteidiger seine Profikarriere.

### Nationalmannschaft
In der paraguayischen Nationalmannschaft bestritt Nelson Zelaya sieben Länderspiele. Er debütierte im Juni 2000 beim Freundschaftsspiel gegen Australien und stand zuletzt für die Nationalelf im September 2002 beim Freundschaftsspiel gegen den Iran auf dem Platz. Bei der Qualifikation zur Weltmeisterschaft 2002 kam Zelaya auf einen Einsatz.

## Erfolge
Olimpia
- Paraguayischer Meister: 1997, 1998, 1999, 2000
- Sieger der Copa Libertadores: 2002
- Sieger der Recopa Sudamericana: 2003

Cerro Porteño
- Paraguayischer Meister: 2001